# Gundelfingen an der Donau
Pour les articles homonymes, voir Gundelfingen.
Gundelfingen an der Donau est une ville de Bavière (Allemagne), située dans l'arrondissement de Dillingen, dans le district de Souabe.
Elle se situe entre Guntzbourg et Dillingen sur le Danube.

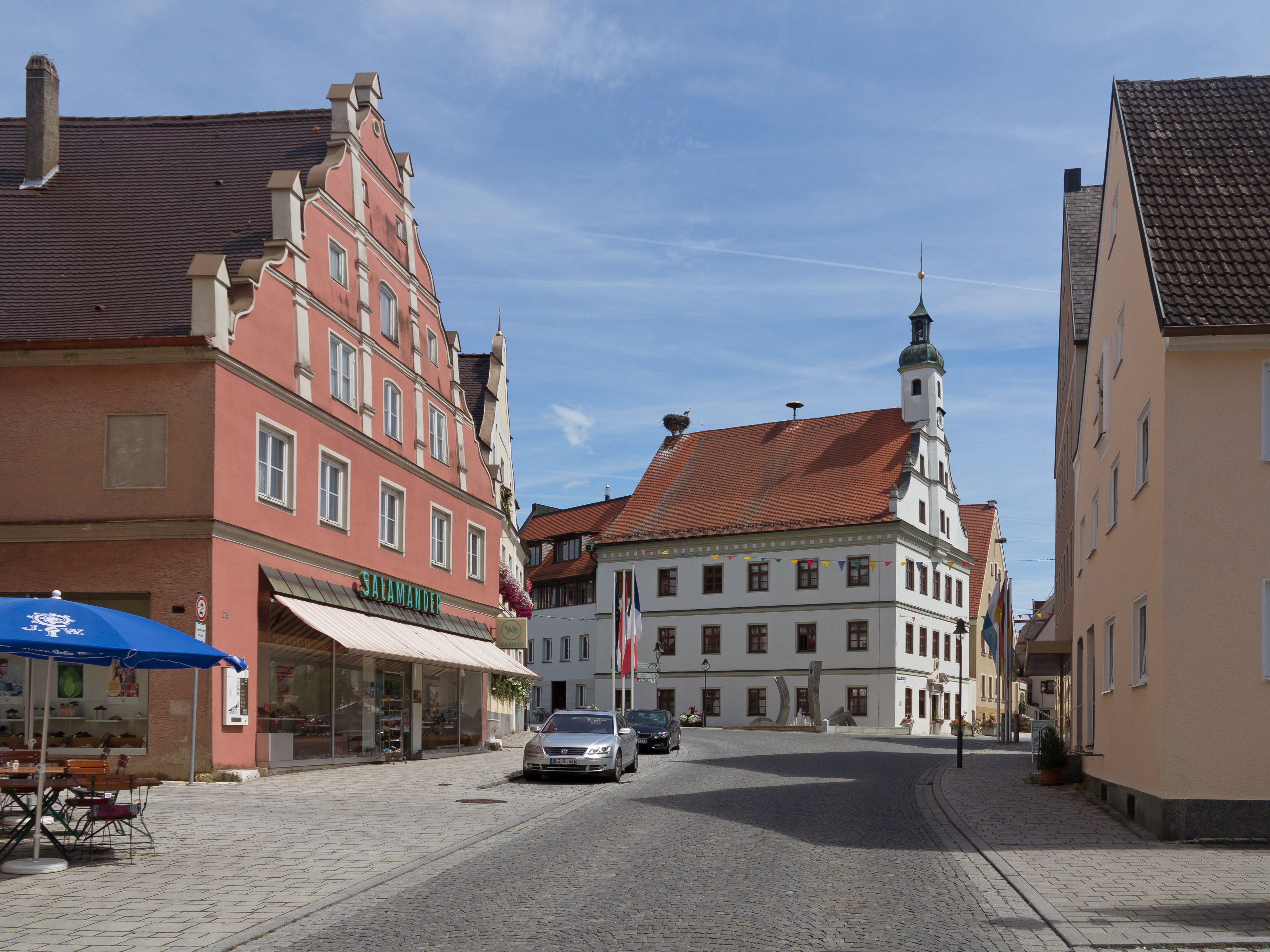
Bâtiment monumental et l'hôtel de ville

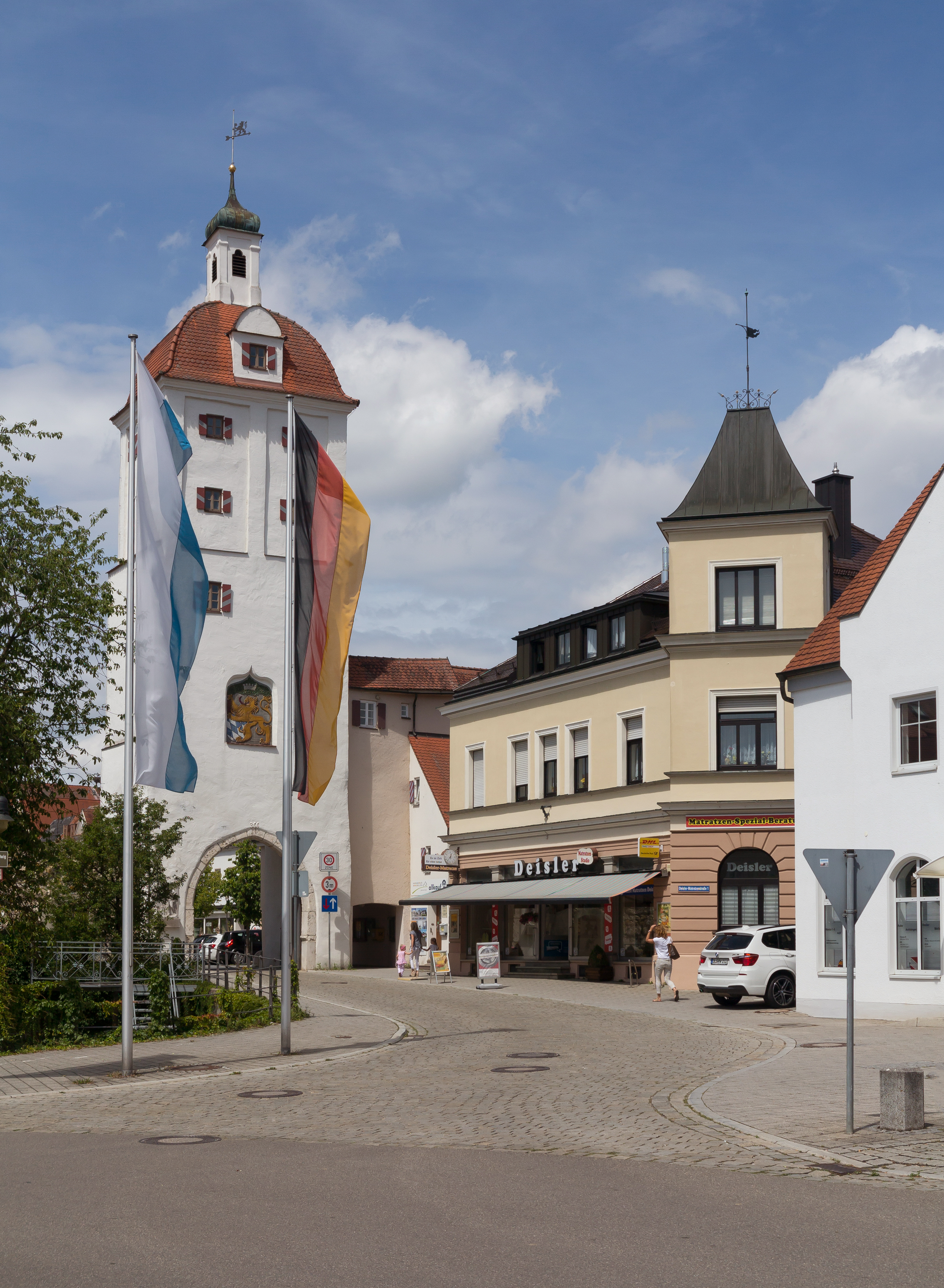
Porte : Unteres Tor

## Jumelage
- Beek (Pays-Bas) depuis 1970
- Louverné (France) depuis 1992
- La Chapelle-Anthenaise (France) depuis 1992[1]